# Victoria (metropolitana di Londra)
Victoria è una stazione della metropolitana di Londra, posta all'incrocio fra le linee Circle, District e Victoria.

## Storia
Il 24 dicembre del 1868, la compagnia District Railway apre la prima sezione della ferrovia omonima tra South Kensington e Westminster; in questa stessa data, la prima parte della stazione di Victoria entra in funzione. La District Railway si connetteva alla Metropolitan Railway a South Kensington e, benché le due compagnie gestori fossero rivali, ognuna operava i propri mezzi sui binari dell'altra in un servizio congiunto noto come Inner Circle. La linea era servita da locomotive a vapore e ciò creava la necessità di lasciare delle tratte scoperte.
Il 1º febbraio 1872, District Railway inaugura una diramazione verso nord da Earl's Court verso la West London Extension Joint Railway ad Addison Road (oggi Kensington (Olympia)). Da quella data il servizio noto come Outer Circle ha iniziato a operare: questo servizio era operato da North London Railway da Broad Street (ora demolita) a Willesden Junction e da District Railway tra Addison Road e Mansion House (il nuovo capolinea orientale della ferrovia).
Dal 1º agosto dello stesso anno, è entrato in funzione anche il servizio Middle Circle attraverso Victoria, da Moorgate.
L'originale stazione della District Railway è stata ricostruita all'inizio del XX secolo, inizialmente come una struttura a un solo piano. Un edificio per uffici è stato costruito al di sopra di essa, successivamente. La linea è stata elettrificata nel 1905. Nel 1949, al servizio Inner Circle è stata data la propria identità sulla mappa della metropolitana con il nome di Circle line.
Progetti per il percorso di quella che diventerà la linea Victoria risalgono agli anni quaranta del XX secolo. Una proposta per una nuova linea metropolitana che avrebbe collegato l'area a nord-est di Londra con il centro era inclusa nel "Piano della Contea di Londra" di Patrick Abercrombie e J.H. Forshaw del 1943.
Tra il 1946 e il 1954, una serie di percorsi sono stati proposti da diverse autorità dei trasporti per connettere diverse aree della città (seguendo un andamento sud-nord o sud-nord est): tutti questi percorsi connettevano tre tra le principali stazioni di Londra, ovverosia King's Cross, Euston e Victoria.
Il percorso definitivo è stato scelto nel 1955 (con la possibilità di future espansioni da scegliersi successivamente) ma i finanziamenti per la costruzione non sono stati approvati dal governo fino al 1962.
Come parte della costruzione della linea, è stata costruita a Victoria una nuova biglietteria, situata appena fuori dall'edificio della stazione ferroviaria. Dalla biglietteria, una serie di scale mobili conducevano già alla nuova linea Victoria, con corridoi che connettevano la nuova biglietteria alla biglietteria e ai binari delle linee Circle e District.
La stazione della linea Victoria è stata aperta il 7 marzo 1969, data in cui è iniziato aperta la terza tratta della linea, a sud di Warren Street. Victoria è rimasta capolinea fino a che anche l'ultima tratta è stata aperta, fino a Brixton il 23 luglio 1971.

## Strutture e impianti
La stazione è situata all'interno della Travelcard Zone 1.

## Interscambi
La fermata costituisce un importante interscambio con la stazione ferroviaria di Londra Victoria.
Nelle vicinante della stazione effettuano fermata svariate linee automobilistiche di superficie urbane, gestite da London Buses.
Nei pressi della stazione, infine, si trova l'Autostazione di Victoria, la più grande autostazione della città, gestita da Victoria Coach Station Ltd., una divisione di Transport for London.
- (Londra Victoria);
- Fermata autobus